# (58325) 1994 RE11
1994 أر إي 11 (ويعرف أيضًا باسم (58325) 1994 أر إي 11 وفق تسمية الكوكب الصغير) (بالإنجليزية: 1994 RE11)‏ هو كويكب ضمن حزام الكويكبات؛ وترتيبه 58325 من حيث الاكتشاف.
اكتُشف هذا الجُرم الفلكي بواسطة روبرت إتش ماكنوت في 11 سبتمبر 1994.

## وصلات خارجية
- (58325) 1994 RE11 في قاعدة بيانات مختبر الدفع النفاث لأجرام النظام الشمسي الصغيرة

- الاكتشاف · مخطط المدار ·  العناصر المدارية · المعلمات المادية

- (58325) 1994 RE11 على موقع ويكي سكاي: DSS2, SDSS, GALEX, IRAS, Hydrogen α, X-Ray, Astrophoto, Sky Map, Articles and images